# Austronezijski jezici
Austronezijski jezici (privatni kod: anes), velika jezična porodica raspršena po otocima Indonezije, Malezije i Oceanije: Obuhvaća  (1257) (ranije 1268) odnosno 1262 jezika.
Prema jednoj klasifikaciji sastoji se od dviju glavnih grana: a. malajsko-polinezijska, i b. tajvanska ili formoška. Tajvanska skupina je podijeljena na nekoliko manjih skupina: atayalska, bununska, istočnoformoška, formoška u užem smislu (pajvanska), sjeverozapadnoformoška, pajvanska, puyuma, rukai, tsou, western plains i neklasificirani jezik Ketangalan.
:A Tajvanski jezici 
A) Atayalski jezici  (2) Tajvan: atayal, taroko. Atayalska skupina.
B) Bunun (1), Tajvan: bunun. Pajvanska podskupina.
C) Istočnoformoški jezici /East Formosan/ (5), Tajvan: amis, basay, kavalan, nataoran, siraya.
D) sjeverozapadni formoški jezici /Northwest Formosan (2), Tajvan: saisiyat, Kulon-Pazeh jezik|kulon-pazeh [uun].
E) Paiwan (1), Tajvan: paiwan. Pajvanska podskupina
F) Puyuma (1), Tajvan: puyuma. Pajvanska podskupina.
G) Rukai (1), Tajvan: rukai. Tsou skupina.
H) Tsou (3), tajvan: kanakanabu, saaroa, tsou. Tsou skupina.
I)  Zapadnonizinski tajvanski jezici /zapadne ravnice (3), Tajvan: babuza, thao, papora-hoanya.
J) neklasificirani  (1): ketangalan. Pajvanska podskupina.
:B Malajsko-polinezijski jezici (1248), Indonezija, Malezija, Madagaskar, Istočni Timor.
E1. Bali-Sasak (3), Indonezija: bali, sasak, sumbawa.
E2. Barito (27)
a. istočni, (18) Indonezija: dusun deyah, dusun malang, dusun witu, lawangan, ma'anyan, paku, tawoyan; Madagaskar:  antankarana malagasy, bara malagasy, betsimisaraka malagasy (2 jezika, južni i sjeverni), bushi (na otoku Mayotte), masikoro malagasy, plateau malagasy, sakalava malagasy, tandroy-mahafaly malagasy, tanosy malagasy, tsimihety malagasy.
b. mahakam (2), Indonezija: ampanang, tunjung.
c. zapadni (7) Indonezija/Kalimantan: bakumpai, dohoi, kahayan, katingan, kohin, ngaju, siang.
E3. središnji istok /Central-Eastern/ (708)
E3a) centralni malajsko-polinezijski  (168)
a) aru (14), Indinezija/Maluku: barakai, batuley, dobel, karey, koba, kola, kompane, lola, lorang, manombai, mariri, tarangan (2 jezika, istočni i zapadni), ujir,
b) Babar (11), Indonezija/Maluku: babar (2 jezika, sjeverni i jugoistočni), dai, dawera-daweloor, emplawas, imroing, masela (3 jezika, zapadni, središnji i istočni), serili, tela-masbuar.
c) Bima-Sumba (27), Indonezija/Mali sundski otoci: anakalangu, bima, dhao, ende, istočni ngad'a,  kambera, ke'o, kepo', kodi, komodo, lamboya, laura, li'o, mamboru, manggarai, nage, ngad'a, palu'e, rajong, rembong, riung, rongga, sabu, so'a, wae rana, wanukaka, wejewa.
d) središnji Maluku (55), Indonezija/Maluku: alune, amahai, ambelau, asilulu, banda, bati, benggoi, boano, bobot, buru, elpaputih, geser-gorom, haruku, hitu, horuru, hoti, huaulu, hulung, kadai, kaibobo, kamarian, kayeli, laha, larike-wakasihu, latu, liana-seti, lisabata-nuniali, lisela, loun, luhu, mangole,  manipa, manusela, masiwang, moksela, naka'ela, nuaulu (dva jezika, sjeverni i južni), nusa laut, palumata, paulohi, piru, salas, saleman, saparua, seit-kaitetu, sepa, sula, taliabu, teluti, tulehu, watubela, wemale (2 jezika, sjeverni i južni), yalahatan.
e) sjeverni Bomberai (4) Indonezija /Papua: arguni, onin, sekar, uruangnirin.
f) južni Bomberai (1), Indonezija/Papua: Kowiai.
g) jugoistični Maluku (5), Indonezija/Maluku: fordata, kei, selaru, seluwasan, yamdena.
h) Teor-Kur (2), Indonezija/Maluku: kur, teor.
i) Timor (48), Indonezija/Mali sundski otoci, Indonezija/Maluku, Istočni Timor: adonara, alor, amarasi, aputai, baikeno, bilba, istočni damar, dela-oenale, dengka, galoli, habu, helong, idaté, ile ape, ili'uun, kairui-midiki, kedang, kemak, kisar, lakalei, lamaholot, lamalera, lamatuka, lembata (2 jezika, južni i zapadni), leti, levuka, lewo eleng, lewotobi, lole, luang, mambae, nauete, nila, perai, ringgou, roma, serua, sika, talur, termanu, tetun, te'un, tii, tugun, tukudede, uab meto, waima'a.
j) zapadni Damar (1), Indonezija/Maluku: zapadni damar.
E3b) istočni malajsko-polinezijski (539)
a) Oceanijski (498)
a1) otočje Admiralty (31): andra-hus, baluan-pam, bipi, elu, ere, hermit, kaniet, kele, khehek, koro, kurti, leipon, lele, lenkau, likum, loniu, lou, mokerang, mondropolon, nali, nauna, nyindrou, pak-tong, papitalai, penchal, ponam, seimat, sori-harengan, titan , tulu-bohuai, wuvulu-aua.
a2) središnja-istočna Oceanija  (234); ajië, akei, amba, ambae (2 jezika, zapadni i istočni), amblong, aneityum, anuta, aore, apma, araki, 'are'are, arhâ, arhö, arosi, asumboa, aulua, austral, axamb, baeggu, baelelea, baetora, baki, bauro, bierebo, bieria, big nambas, birao, bughotu, burmbar, butmas-tur, bwatoo, caac, cemuhî, dakaka, dehu, dixon reef, dori'o, dumbea, emae, eton, fagani, fataleka, fidžijski (fijian), fortsenal, futuna-aniwa, fwâi, gela, ghari, gone dau, gula'alaa, haeke, hano, havajski (hawaiian), haveke, hiw, hmwaveke, iaai, ifo, istočni futuna, jawe, jugoistočni ambrym (ambrym, southeast), jugozapadni tana (tanna, southwest), južni efate (efate, south), kahua, kapingamarangi, karolinski  (carolinian), katbol, kiribati, koro, kosraean, kumak, kwaio, kwamera, kwara'ae, labo, lakona, lamenu, larevat, lau, lauan, lehali, lehalurup, lelepa, lenakel, lengo, letemboi, lewo, lingarak, litzlitz, lomaiviti, longgu, lonwolwol, lorediakarkar, mae, mafea, maii, malango, malfaxal, malo, malua bay, mangarevanski (mangareva), maori, mapia, maragus, marino, markeški (marquesan, 2 jezika, sjeverni i južni), maršalski (marshallese), maskelynes, mea, mele-fila, merei, merlav, mokilese, morouas, mortlockese, mosina, mota, motlav, mpotovoro, namakura, namonuito, namosi-naitasiri-serua, narango, nasarian, nauruan, navut, neku, nemi, nengone, niuafo'ou, niuatoputapu, niujski (niue), nokuku, nukumanu, nukuoro, nukuria, nume, numee, nyâlayu,  ontong java, oroha, orowe, owa. pááfang, paama, paicî, penrhyn, piamatsina, pije, pileni, pingelapese, pohnpeian, polonombauk, port sandwich, port vato, pukapuka, puluwatese, pwaamei, pwapwa, rakahanga-manihiki, rapa, rapa nui, rarotongan, rennell-belona, repanbitip, rerep, roria, rotuman, sa, sa'a, sakao, samoanski, satawalese, seke,  shark bay, sie, sikaiana, sjeverni ambrym (ambrym, north), sjeverni efate (efate, north), sjeverni tanna (tanna, north), sonsorol, south west bay, sowa, središnji maewo (maewo, central), tahitiski (tahitian), takuu, talise, tambotalo, tanapag, tanema, tangoa, tanimbili, tasmate, teanu, tiale, tikopia, tiri, to'abaita, tobian, toga, tokelauan, tolomako, tonganski, tručki (chuukese)tuamotu, tutuba, tuvalu, ulithian, unua, ura, uripiv-wala-rano-atchin, valpei, vamale, vano, vao, vatrata, vinmavis, vunapu, waamwang, wailapa, wala, wallisian, wetamut, whitesands, woleaian, wusi, xârâcùù, xaragure, yuaga, zapadni fidžijski, zapadni uvea (uvean, west), zire.
a3) St. Matthias (2) Papua Nova Gvineja: mussau-emira, tenis.
a4) zapadna Oceanija (230) Solomonovi Otoci, Papua Nova Gvineja: abadi, adzera, aigon, aiklep, akolet, amara, anuki, anus, apalik, are, aribwatsa, aribwaung, arifama-miniafia, arop-lukep, arop-sissano, 'auhelawa, avau, awad bing, babatana, bannoni, bariai, barok, bebeli, biem, bilbil, bilur, bina, blablanga, bola, bonggo, boselewa, buang (2 jezika, mangga i mapos), budibud, bugawac, buhutu, bulu, bunama, bwaidoka, bwanabwana, cheke holo, dambi, dawawa, diodio, dobu, doga, duau, duke, duwet, galeya, gao, gapapaiwa, gedaged, ghanongga, ghayavi, gimi, gitua, gorakor, gumawana, guramalum, gweda, hahon, haigwai, hakö, halia, hoava, hote, hula, iamalele, iduna, iwal, kaiep, kairiru, kakabai, kandas, kaninuwa, kapin, kara, karnai, karore, kaulong, kayupulau, keapara, kela, kilivila, kis, kokota, koluwawa, konomala, kove, kuanua, kumalu, kuni, kusaghe, label, labu, laghu, lala,  lamogai, lavatbura-lamusong, lawunuia, lesing-gelimi, lihir, liki, lote, lungga, lusi, madak, magori, maiadomu, maisin, maiwala, malalamai, malasanga, maleu-kilenge, malol, mamusi, manam, mandara, mangseng, mari, marik, marovo, masimasi, mato, matukar, mbula, medebur, mekeo, mengen, meramera, minaveha, mindiri, minigir, misima-paneati, miu, molima, mono, motu, mouk-aria, muduapa, musom, mutu, muyuw, mwatebu, nafi, nakanai, nalik, nehan, nimoa, notsi, numbami, ormu, ouma, oya'oya, papapana, patep, patpatar, petats, piu, podena, ramoaaina, ririo, ronji, roviana, saliba, saposa, sengseng, sepa, sera, sewa bay, siar-lak, simbo, sinaugoro, sio, sissano, sobei, solong, solos, suau, sudest, sursurunga, takia, tami, tangga, tarpia, taupota, tawala, teop, terebu, tiang, tigak, tinputz, tobati, tomoip, torau, toura, tumleo, tungag, ubir, ughele, ulau-suain, uneapa, uruava, vaghua, vangunu, varisi, vehes, wab, wa'ema, wagawaga, waima, wakde, wampar, wampur,  watut (3 jezika, središnji,. sjeverni i južni), wedau, wogeo, yabem, yakaikeke, yakamul, yamap, yamna, yarsun, yoba, zabana, zazao,zenag.
a5) japski (yapese) (1) Mikronezija; japski
b) južna Halmahera-zapadna Nova Gvineja (41), Indonezija: ambai, ansus, as, bedoanas, biak, biga, buli, busami, dusner, erokwanas, gane, gebe, irarutu, iresim, kawe, kurudu, legenyem, maba, maden, makian, marau, matbat, ma'ya, meoswar, mor, munggui, papuma, patani, pom, roon, sawai, serui-laut, tandia, wabo, waigeo, wandamen, waropen, wauyai, woi, yaur, yeretuar.
E3c) neklasificirani (1), Indonezija: kuri.
E4. Chamorro (1),  Guam: chamorro
E5. Gayo (1), Indonezija/Sumatra: gayo
E6. Javanski (5), Indonezija/Java, Bali; Surinam, Nova Kaledonija: javanski, novokaledonski javanski, karipski javanski ili surinsmski javanski, osing, tengger.
E7. Kayan-Murik (17)
a. Kayan (8)Indonezija/Kalimantan: bahau, baram kayan, busang, kayan mahakam, mendalam kajan, rejang kayan, wahau kayan, kayan river kajan ili Kajang.
b. Modang (2) Indonezija/Kalimantan: modang, segai.
c. Muller-Schwaner `Punan' (6) Indonezija/Kalimantan: aoheng, bukat, hovongan, kereho-uheng, punan aput,  punan merah.
d. Murik (1), Malezija/Sarawak: murik kayan.
E8. Lampung (9), Indonezija/Sumatra:
a. Abung (3): abung, kayu agung, ranau.
b. Pesisir (6): komering, krui, lampung, južni pesisir (pesisir, southern), pubian, sungkai.
E9. Land Dayak (16)Indonezija/Kalimantan, Malezija/Sarawak: ahe, bekati', benyadu', biatah, bukar sadong, djongkang, jagoi, kembayan, land dayak, lara', nyadu, ribun, sanggau, sara, semandang, tringgus.
E10. Madurski (2)Indonezija/Java, Bali: kangean, madura.
E11. Malajik (70)
a. Achinese-Cham (11) Indonezija/Sumatra, Vijetnam, kambodža, Kina: aceh, cham (2 jezika, zapadni i istočni), chru, haroi, jarai, ra-glai ili cacgia roglai,  rade, roglai (južni i sjeverni), tsat.
b. Malajski-lom (1), Indonezija/Sumatra: lom
c. Malajski (46), Malezija, Indonezija, Tajland: banjar, bengkulu, brunei, duano', enim, indonezijski,  jakun, kaur, kerinci, kubu, lematang, lembak, lintang, loncong, lubu, malajski (14 raznih malajskih jezika: malajski, bacanese, balinese, berau, bukit, cocos islands, jambi, kedah, kota bangun kutai, makassar, sjeverni molučki, pattani, sabah, tenggarong kutai), minangkabau, muko-muko, musi, negeri sembilan malay, ogan, orang kanaq, orang seletar, palembang, pasemah, pekal,  penesak, rawas, semendo, serawai, sindang kelingi, temuan, urak lawoi'.
d. Malajski-Dayak (10) Indonezija/Kalimantan, Malezija/Sarawak: balau, iban,  kendayan, keninjal, malajski dayak, mualang, remun, seberuang, sebuyau, selako.
e. Moklen (2), Tajland, Burma: moken, moklen.
E12. Mezofilipini (61)
a. središnji Filipini (47): agta (3 jezika, isarog, mt. iraya, mt. iriga), aklanon, ata, ati, ayta (2 jezika, sorsogon, tayabas), bantoanon, bicolano (5 jezika: albay, središnji, iriga, sjeverni catanduanes, južni catanduanes), butuanon, caluyanun, capiznon, cebuano, cuyonon, davawenyo, filipinski, hiligaynon, inonhan, kalagan, kalagan (2 jezika kagan i tagakaulu), kamayo, karolanos, kinaray-a, magahat, malaynon, mamanwa, mandaya (3 jezika cataelano, karaga i sangab), mansaka, masbatenyo, porohanon, ratagnon, romblomanon, sorsogon (2 jezika masbate i waray), sulod, surigaonon, tagalog, tausug, waray-waray.
b. Kalamian (3): agutaynen, tagbanwa (2 jezika: calamian i središnji).
c. Palawano (7): batak, bonggi, molbog, palawano (3 jezika: središnji, jugozapadno, brooke's point), tagbanwa.
d. južni Mangyan (4): buhid, hanunoo, tawbuid (2 jezika: istočni i zapadni).
E13. sjeverni Filipini (72)
a. Bashiic-središnji Luzon-sjeverni Mindoro (16): alangan, ayta (5 jezika:, ambala, abenlen, bataan, mag-indi, mag-anchi), bolinao, hatang-kayey (agta, remontado), ibatan, iraya,  ivatan, pampangan, sambal (2 jezika: botolan, tinà), tadyawan, yami.
b. sjeverni Luzon (56): agta (8 jezika: središnji, casiguran dumagat, dupaninan, dicamay, camarines norte, umiray dumaget, alabat island, villa viciosa), alta (dva jezika, sjeverni i južni), arta, atta (3 jezika: pudtol, pamplona, faire), balangao,  finallig, ga'dang, gaddang, ibaloi, ibanag, ifugao (4 jezika: amganad, batad, tuwali, mayoyao), ilocano, ilongot, isinai, isnag, itawit, itneg (7 jezika: adasen, moyadan, binongan, inlaod, maeng, masadiit, banao), i-wak, kalinga (8 jezika: gornji tanudan, mabaka valley, madukayang, limos, donji tanudan, lubuagan, južni,   butbut), kallahan (3 jezika: keley-i, kayapa, tinoc), kankanaey, karao, kasiguranin, pangasinan, paranan, sjeverni kankanay, središnji bontoc, yogad.
E14. sjeverozapad  (84)
a. Melanau-Kajang (13). Malezija/Sarawak: bukitan, daro-matu, kajaman, kanowit, lahanan, melanau, punan batu 1, sekapan, seru, sian, sibu, tanjong, ukit.
b. sjeverni Sarawak (37): belait, berawan, bintulu, bolongan, bookan, kalabakan, kelabit, keningau murut, kenyah (10 jezika: bahau river, kayan river, upper baram, kelinyau, mahakam, zapadni, sebob, bakung, tutoh, wahau), kiput, lelak, lengilu, lundayeh, madang, narom, okolod, paluan, punan tubu, putoh, sa'ban, selungai murut, sembakung murut, serudung murut, tagal murut, tidong, timugon murut, tring, tutong 2.
c. Rejang-Sajau (5): basap, burusu, punan bah-biau, punan merap, sajau basap.
d. Sabahanski /Sabahan/ (29): abai sungai, bisaya (3 jezika: sabah, brunei, sarawak), dumpas, dusun (4 jezika: središnji, sugut, tambunan, tempasuk), gana, gornji kinabatangan (kinabatangan, upper), ida'an, kadazan (3 jezika: labuk-kinabatangan, klias river, obali), kimaragang, kota marudu talantang, kota marudu tinagas, kuijau, lobu (2 jezika: tampias, lanas), lotud, minokok, papar , rungus, tatana, tebilung, tombonuwo, tutong 1.
E15. Palauanski (1), Palau: palauanski.
E16. Punan-Nibong (2), Malezija/Sarawak: penana zapadni i istočni.
E17. Sama-Bajaw (9)
a. Abaknon (1), Filipini: inabaknon
b. Sulu-Borneo (7) Indonezija, Malezija, Filipini: bajau (2 jezika: indonezijski i zapadna obala), balangingi, mapun, sama (3 jezika: središnji, južni i pangutaran).
c. Yakan (1), Filipini: yakan.
E18. južni Mindanao (5)
a. Bagobo (1), Filipini: giangan.
b. Bilic (3), Filipini: blaan, (2 jezika: koronadal, sarangani), tboli.
c. Tiruray (1), Filipini: tiruay.
E19. južni Filipini (23)
a. Danao (3): iranun, maguindanao, maranao.
b. Manobo (15): binukid, higaonon, kagayanen, manobo (11 jezika: dibabawon, rajah kabunsuwan, agusan, ata, matigsalug, obo, zapadni bukidnon, ilianen, cinamiguin, cotabato, sarangani), tagabawa.
c. Subanun (5): subanun (5 jezika: lapuyan, sjeverni, središnji, kolibugan, zapadni).
E20. Sulawesi (114)
a. Bungku-Tolaki (15): bahonsuai, bungku, kodeoha, koroni, kulisusu, mori atas, mori bawah, moronene, padoe, rahambuu,  taloki, tolaki, tomadino, waru, wawonii.
b. Gorontalo-Mongondow (9): bintauna, bolango, buol, gorontalo, kaidipang, lolak, mongondow, ponosakan, suwawa.
c. Kaili-Pamona (16): bada, baras, besoa, kaili (3 jezika: da'a, ledo, unde), lindu, moma,  napu, pamona, rampi, sarudu,  sedoa,  tombelala, topoiyo, uma.
d. Minahasan (5), Indonezija/Sulawesi: tombulu, tondano, tonsawang, tonsea, tontemboan.
e. Muna-Buton (12), Indonezija/Sulawesi: bonerate, busoa, cia-cia, kaimbulawa, kioko, kumbewaha, lasalimu, liabuku, muna, pancana,  tukang besi sjeverni, tukang besi južni.
f. Saluan-Banggai (6) Indonezija/Sulawesi: andio, balantak, banggai, bobongko, saluan (dva jezika: obalsni i kahumamahon.
g. Sangirski /Sangir/ (5) Indonezija/Sulawesi: bantik, ratahan, sangil, sangir, talaud.
h. južni Sulawesi (31): aralle-tabulahan, bambam, bentong, budong-budong, bugis, campalagian, dakka, duri, embaloh, enrekang, kalumpang, konjo (2 jezika, obalni i planinski; coastal, highland), lemolang, maiwa, makasar, malimpung, mamasa, mamuju, mandar, panasuan, pannei, seko padang, seko tengah, selayar, tae', talondo', taman, toala', toraja-sa'dan, ulumanda'.
i. Tomini-Tolitoli (10), Indonezija/Sulawesi: balaesang, boano, dampelas, dondo, lauje, pendau, taje, tajio, tomini, totoli.
j. Wotu-Wolio (5), Indonezija/Sulawesi: kalao, kamaru, laiyolo, wolio, wotu.
E21. Sumatra (12)
a. Batak (7), Indonezija/Sumatra: batak alas-kluet, batak angkola, batak dairi, batak karo, batak mandailing, batak simalungun, batak toba.
b. Enggano (1), Indonezija: enggano.
c. Mentawai (1), Indonezija: mentawai.
d. sjeverni (3), Indonezija: nias, sikule, simeulue.
E22. Sundski (2), Indonezija/Java: badui, sunda.
E23. neklasificirani (4)Indonezija, Filipini:  gorap, hukumina, katabaga, rejang.

## Vanjske poveznice
- Tree for Austronesian  Arhivirana inačica izvorne stranice od 23. rujna 2008. (Wayback Machine)
- Familia Austronésica